# Greco
Greco, na mitologia grega, foi um filho de Zeus e Pandora, filha de Deucalião.
Greco e Latino eram irmãos, filhos de Zeus e Pandora, e deles derivam os nomes os gregos e latinos.